# Miyuki Yanagita
Miyuki Yanagita (柳田 美幸 Yanagita Miyuki?,  nacido el 11 de abril de 1981 en Kanagawa) es una exfutbolista japonesa que jugaba como centrocampista.
Yanagita jugó 91 veces y marcó 11 goles para la selección femenina de fútbol de Japón entre 1997 y 2008. Yanagita fue elegida para integrar la selección nacional de Japón para los Copa Mundial Femenina de Fútbol de 1999, 2003, 2007, Juegos Olímpicos de Verano de 2004 y 2008.

## Trayectoria

### Clubes
| Club             | País  | Año         |
| ---------------- | ----- | ----------- |
| NTV Beleza       | Japón | 1997 - 1999 |
| Tasaki Perule FC | Japón | 2000 - 2005 |
| Urawa Reds       | Japón | 2006 - 2012 |

### Selección nacional
| Selección | País  | Año         |
| --------- | ----- | ----------- |
| Absoluta  | Japón | 1997 - 2008 |

## Estadística de equipo nacional
| Selección femenina de fútbol de Japón | Selección femenina de fútbol de Japón | Selección femenina de fútbol de Japón |
| Año                                   | Partidos                              | Goles                                 |
| ------------------------------------- | ------------------------------------- | ------------------------------------- |
| 1997                                  | 3                                     | 2                                     |
| 1998                                  | 0                                     | 0                                     |
| 1999                                  | 7                                     | 0                                     |
| 2000                                  | 3                                     | 0                                     |
| 2001                                  | 1                                     | 0                                     |
| 2002                                  | 10                                    | 1                                     |
| 2003                                  | 3                                     | 0                                     |
| 2004                                  | 11                                    | 0                                     |
| 2005                                  | 9                                     | 3                                     |
| 2006                                  | 15                                    | 4                                     |
| 2007                                  | 14                                    | 1                                     |
| 2008                                  | 15                                    | 0                                     |
| Total                                 | 91                                    | 11                                    |